# 泰勒 (達拉斯縣)
泰勒（英語：Tyler）是一個位於美國阿拉巴馬州達拉斯縣的非建制地區。該地的面積和人口皆未知。

## 地理
泰勒的座標為32°20′21″N 86°52′47″W / 32.33916°N 86.87972°W，而該地最高點為海拔高度98米（即322英尺）。